# Duffield (Virginia)
Duffield è un comune degli Stati Uniti d'America, situato nello Stato della Virginia, nella contea di Scott.